# Chimichanga
 (mai 2018).
Si vous disposez d'ouvrages ou d'articles de référence ou si vous connaissez des sites web de qualité traitant du thème abordé ici, merci de compléter l'article en donnant les références utiles à sa vérifiabilité et en les liant à la section « Notes et références ».

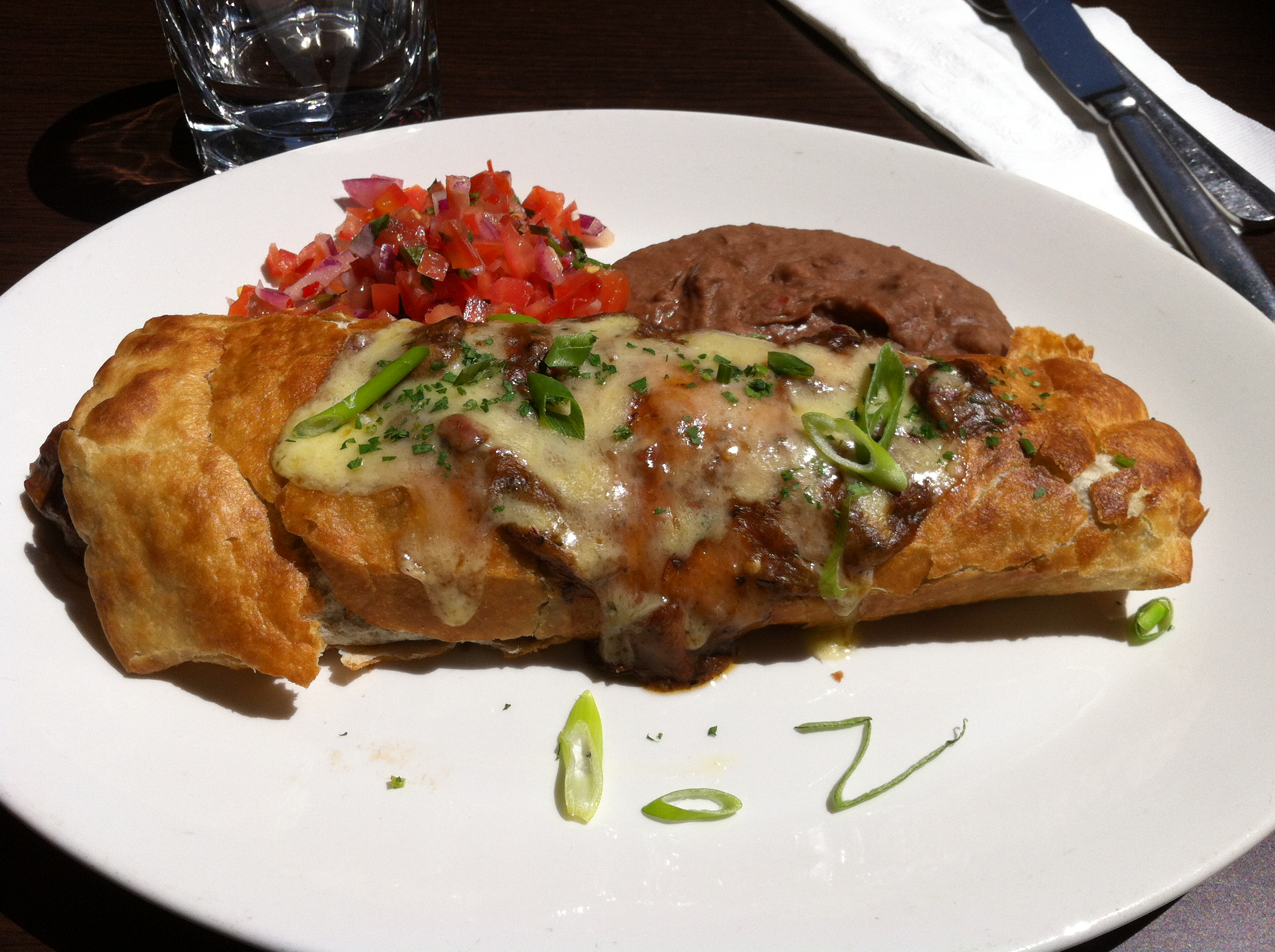
Une chimichanga.

La chimichanga est une spécialité du nord du Mexique, avec différentes variantes de préparation selon les régions. Dans les États de Sonora et Sinaloa, c'est un burrito frit dans l'huile ou le saindoux.

## Caractéristiques
La taille de la tortilla de blé varie selon la région, le cuisinier ou le restaurant, allant de la taille d'une assiette à dessert pour les plus petites jusqu'à au-delà de la taille d'une pizza pour les plus grandes (qu'on peut trouver dans l'État de Sonora). La tortilla a l'épaisseur de trois feuilles de papier journal environ. Elle est généralement fourrée d'une viande en sauce (souvent de la bavette), de haricot, de riz et/ou de fromage, puis elle est pliée en forme de rectangle. À cette étape, il s'agit encore d'un burrito. Il faut ensuite la frire pour en faire une chimichanga. On la sert accompagnée de guacamole ou de fromage frais et de sauce pimentée. Dans l'État de Sinaloa, on l'accompagne aussi de mayonnaise ou de citron ; dans l'État de Sonora, ce sont des légumes râpés (choux, carotte, concombre) et de la crème fraîche.

## Dans la culture
- Dans le film Shrek 4 : Il était une fin, le cuisinier de l'armée d'ogres de Fiona cuisine des chimichanga.
- C'est aussi le plat favori de Deadpool. Le héros de Marvel y fait souvent référence.
- Ce plat est également cité dans le film Mon beau-père, mes parents et moi par le personnage interprété par Dustin Hoffman sur son répondeur téléphonique.
- Il est souvent fait allusion à ce plat dans la série Scrubs, où l'une des vedettes est une infirmière d'origine hispanique (dominicaine).
- Dans la série Mentalist, l'officier Wayne Rigsby est fan de cuisine mexicaine et fait référence aux chimichanga dans l'épisode 15 de la saison 6.
- George Cooper Senior, le père de Sheldon, George Cooper Junior, son frère, et Meemaw, sa grand-mère, parlent d'aller manger des chimichanga dans l'épisode 8 de la saison 3 de Young Sheldon.
- Pinkie Pie y fait allusion dans l'épisode 25 de la saison 9 de My Little Pony, lorsque Chrysalis n'arrive pas à toucher Pinkie Pie.
- Batman envoie Nordi en commander pour Robin, Alfred et Barbara Gordon à la frontière de Gotham City pour ses acolytes dans Lego Batman, le film
- Il est également évoqué par un serveur dans l'épisode 8 de la saison 4 de Supernatural
- Dans l'épisode 13 de la saison 3 de The Office, Michael Scott fait référence à ce plat quand il prévoit d'organiser une fête mexicaine pour célébrer le retour d'Oscar Martinez.